# Bjelko Slavogost Gusić
Bjelko Slavogost Gusić Krbavski (? – ?, 13. stoljeće), hrvatski plemić iz plemenitog roda Gusića, jedan od osnivača velikaške obitelji Posedarski. Ugarski i hrvatski kralj Andrija II. Arpadović (1205. – 1235.) je poveljom iz 1219. godine potvrdio Slavogostu i njegovom bratu Dragoslavu (Drago Slaus, Dragoslavo) darovštinu svoga oca, kralja Bele III. (1172. – 1196.) iz 1184. godine, kojom je braći dodijeljen posjed koji je obuhvaćao područje od tjesnaca s naseljem Ždrilo, preko doline Bašćice prema Zelenom hrastu te dalje prema Kašiću i Čerincima, a odatle prema Paljuvu i sve do morske obale sjeveroistočno od Novigrada, a sve to sa središtem u Posedarju.
Smatra se utemeljiteljem obitelji Posedarskih. Imao je dvojicu sinova, Slavogosta i Rakešu.

## Vanjske poveznice
- Posedarski – Hrvatska enciklopedija